# Milán Pető
Milán Pető (Breda, 25 gennaio 2005) è un calciatore ungherese, centrocampista del Paks.

## Biografia
È il figlio dell'allenatore ed ex calciatore Tamás Pető.

## Carriera
Cresciuto nel settore giovanile del Fehérvár, il 26 ottobre 2022 firma il primo contratto professionistico con i rossoblù. Ha esordito in prima squadra il 25 febbraio 2023, nella partita di campionato persa per 2-1 contro lo Zalaegerszeg, diventando così il settimo giocatore della storia del club il cui padre aveva giocato in precedenza con il Fehérvár. Il 3 maggio 2024 segna la prima rete in carriera, nella partita vinta per 4-0 contro il MTK Budapest; cinque giorni più tardi prolunga il proprio contratto con il Vidi. Nella stagione successiva viene impiegato con continuità, ma la squadra retrocede in Nemzeti Bajnokság II dopo venticinque anni dall'ultima volta.
Il 26 giugno 2025 viene acquistato dal Paks.

## Statistiche

### Presenze e reti nei club
Statistiche aggiornate al 14 luglio 2025.
| Stagione        | Squadra         | Campionato      | Campionato | Campionato | Coppe nazionali | Coppe nazionali | Coppe nazionali | Coppe continentali | Coppe continentali | Coppe continentali | Altre coppe | Altre coppe | Altre coppe | Totale | Totale |
| Stagione        | Squadra         | Comp            | Pres       | Reti       | Comp            | Pres            | Reti            | Comp               | Pres               | Reti               | Comp        | Pres        | Reti        | Pres   | Reti   |
| --------------- | --------------- | --------------- | ---------- | ---------- | --------------- | --------------- | --------------- | ------------------ | ------------------ | ------------------ | ----------- | ----------- | ----------- | ------ | ------ |
| gen.-giu. 2023  | Fehérvár        | NBI             | 1          | 0          | MK              | -               | -               | -                  | -                  | -                  | -           | -           | -           | 1      | 0      |
| 2023-2024       | Fehérvár        | NBI             | 18         | 1          | MK              | 0               | 0               | -                  | -                  | -                  | -           | -           | -           | 18     | 1      |
| 2024-2025       | Fehérvár        | NBI             | 26         | 0          | MK              | 4               | 0               | UCoL               | 4                  | 0                  | -           | -           | -           | 34     | 0      |
| Totale Fehérvár | Totale Fehérvár | Totale Fehérvár | 45         | 1          |                 | 4               | 0               |                    | 4                  | 0                  |             | -           | -           | 53     | 1      |
| 2025-2026       | Paks            | NBI             | 0          | 0          | MK              | 0               | 0               | UEL                | 0                  | 0                  | -           | -           | -           | 0      | 0      |
| Totale carriera | Totale carriera | Totale carriera | 45         | 1          |                 | 4               | 0               |                    | 4                  | 0                  |             | -           | -           | 53     | 1      |